# Timón de viento

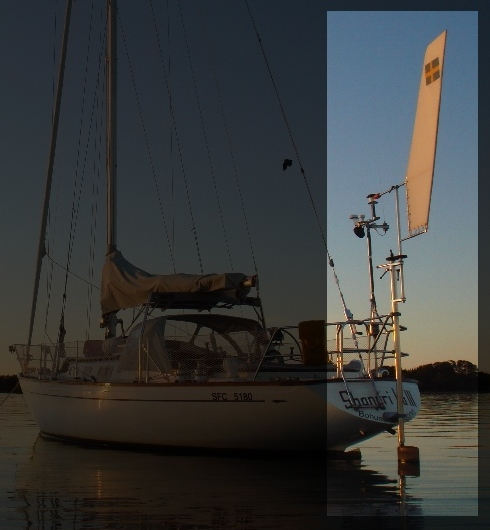
Yate con dispositivo de gobierno automático

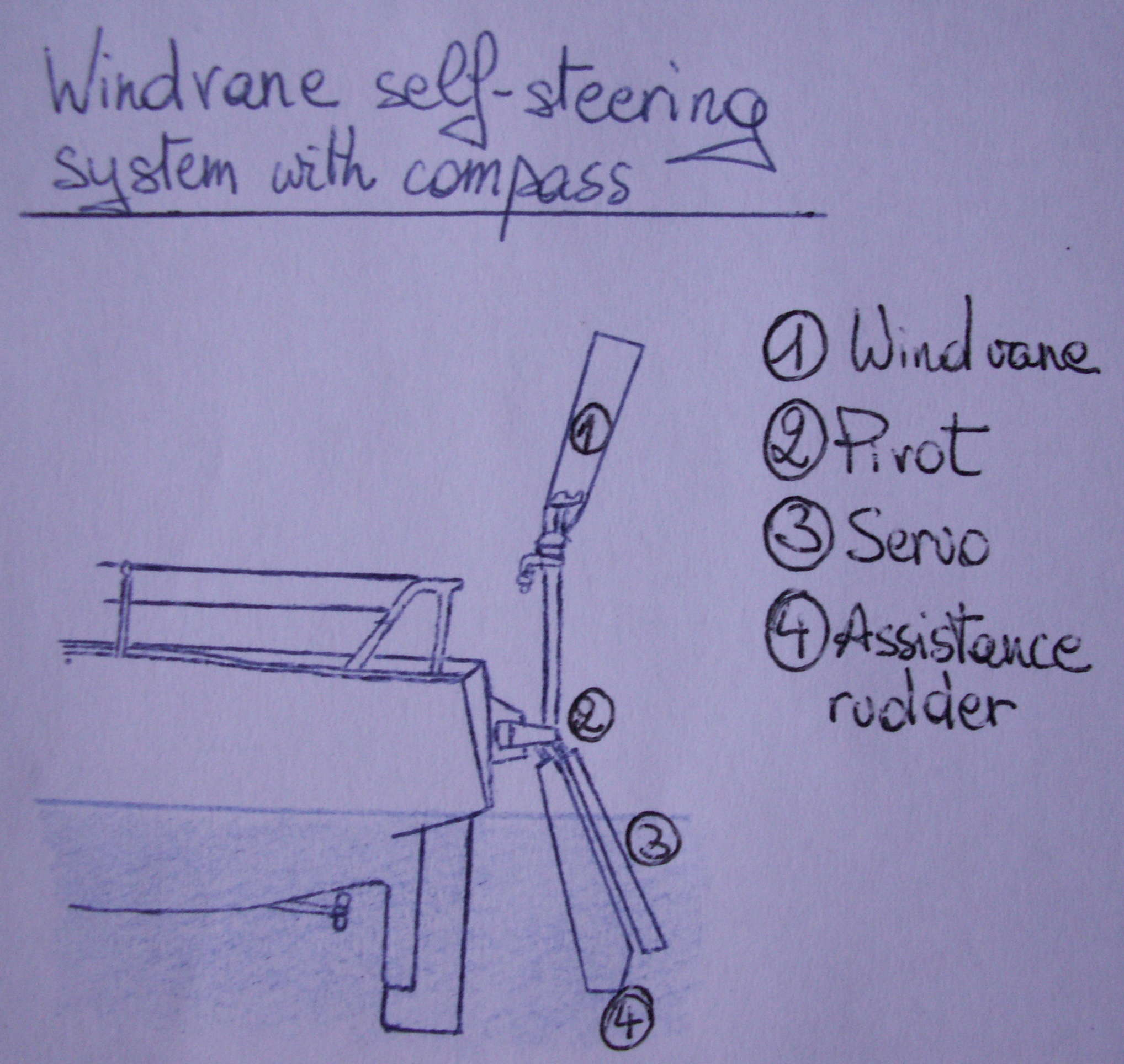
Un sistema de timón de viento

El timón de viento es un instrumento mecánico utilizado en los veleros para aguantar el ajuste preestablecido de la embarcación (es decir, mantener el ángulo constante respecto al viento aparente) en el caso de que sobrevengan cambios involuntarios, sin ayuda de un timonel, tan sólo con la ayuda del viento y el agua
Por tanto, actúa como piloto automático, pero mantiene el ángulo de la embarcación respecto del viento aparente y no un rumbo preciso, con la ventaja, sin embargo, de no malgastar electricidad. Normalmente se instala en la popa de la embarcación.

## Historia
Al principio de la historia náutica, el autogobierno del barco era impensable y, por tanto, un hombre de la tripulación se ocupaba constantemente de controlar el rumbo del barco, durante toda la singladura.

« Para el marinero que ama a los largos cruceros tranquilos con la familia o para los que sueñan con cruces aventureros en la medida de lo posible, el timón de viento es un compañero inseparable, que gobierna el barco solo, sin cansarse, durante horas y horas o días y días, mientras la tripulación descansa o realiza otras maniobras. »
Guido Pfeiffer,  Secretos del timón de viento 

Con el inicio del uso de barcos para guerras y largas rutas comerciales, las tripulaciones empezaron a construir mecanismos que permitieran no tener que estar pendientes del timón de la embarcación durante todo el tiempo de navegación. Estos mecanismos eran inicialmente largos remos, que estaban atados a la vela principal, y ayudaban a mantener el rumbo. Los primeros usos del timón de viento empezaron con las grandes travesías oceánicas en solitario como fue la de Joshua Slocum en 1898 .
Esto se debe a que el timón de viento les permitió no estar pendientes del timón todo el rato para mantener la embarcación en el rumbo correcto y poder llegar así al lugar de destino.
El barco llamado "Spray" de Slocum de hecho llevaba un mecanismo que conectaba la vela y el timón a través de la escota, permitiendo al barco mantenerse de forma autónoma en el rumbo deseado.
El timón de viento se divulgó en 1919 gracias a un artículo técnico de Hambley Tregoning en la revista Yachting Monthly  que explicaba cómo utilizar una vela pequeña para ayudar a mantener el rumbo del barco.
A pesar de la presentación del timón de viento en 1919, sin embargo, el primer ejemplar práctico no se instaló hasta varios años después, en 1936,  en un barco a motor llamado Arielle, por su propietario Marin Marie . de ayudar el barco durante la travesía Nueva York-Le Havre .
A partir de ahí, muchos marineros emprendieron viajes en solitario con la ayuda de timones de viento artesanales, entre ellos los marineros británicos Ian Major y Michael Henderson en 1955 . 
A pesar de estos hitos importantes en la historia del timón de viento, el inicio real de su era fue el 11 de junio de 1960  con la primera edición del OSTAR ( O 'bserver ' S' inglehanded 'T' rans-atlántico 'R as) una carrera de veleros que partió de Plymouth y llegó a Newport, donde ninguno de los participantes habría podido terminar la carrera si no hubiera utilizado un timón de viento.

## Principios de funcionamiento

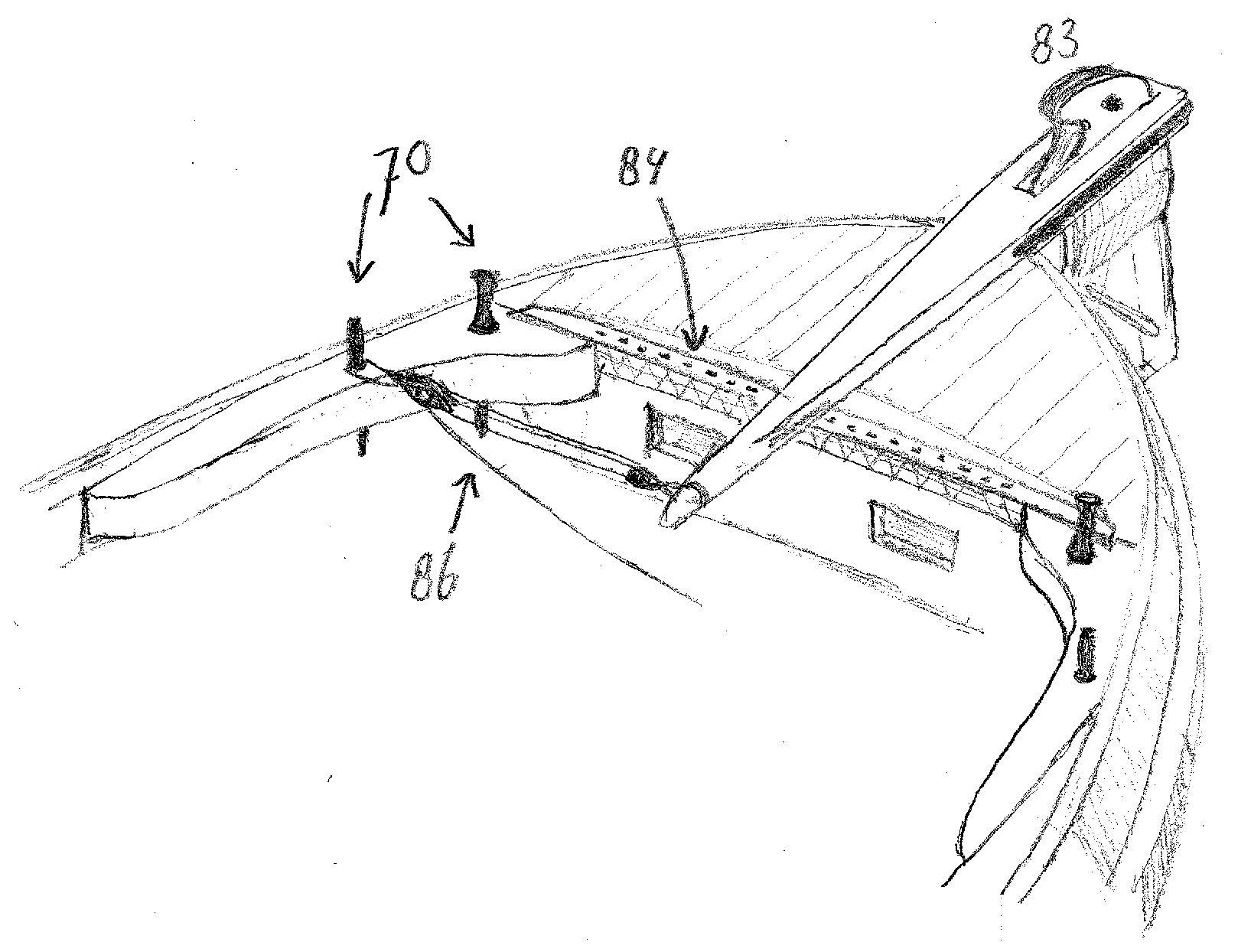
Sistema con la escota actuando sobre el timón mediante poleas

El objetivo principal de un timón de viento mecánico es mantener un velero en un rumbo determinado hacia el viento aparente y liberar al timonel del trabajo de pilotaje. Un efecto secundario ventajoso es que las velas se mantienen en un ángulo óptimo hacia el viento aparente y proporcionan una fuerza de propulsión óptima por este motivo. Incluso en los veleros que se ayudan con el motor, el timón de viento se puede utilizar para mantener la embarcación en la dirección del viento para poder ajustar o cambiar fácilmente las velas (excepción: sistema de veleta sobre timón).
Como sensores de la dirección del viento se pueden utilizar:
a) La presión del viento sobre la vela que deriva en una fuerza sobre la escota y sobre el timón (autocontrol de la escota sobre la caña del timón).
b) Una veleta de viento montada sobre un eje que se inclina más o menos respecto a la horizontal (autocontrol de la veleta sobre el timón)

## Sistemas de timón de viento
Los diferentes principios mecánicos para ensamblar mecánicamente un cambio en la dirección aparente del viento con un actuador que cambie el rumbo (timonet) se pueden clasificar, más o menos, en los siguientes grupos:
- Sistemas Trimm-Tab (Flettner Servo tab), con una veleta de viento que actúa sobre una pequeña solapa enganchada al timón principal, a un timón auxiliar oa un timón servo péndulo
- Veleta sobre timón auxiliar (Windpilot Atlantik, Hydrovane) con una veleta de viento directamente ensamblada a un timón auxiliar
- Veleta sobre el timón principal (sólo se aplica a embarcaciones muy pequeñas, con una gran veleta ensamblada directamente al timón del barco)
- Siervo péndulo sobre el timón principal (una paleta de viento hace girar una hoja inmersa alrededor de su eje vertical, la hoja se desplaza hacia el lado debido al movimiento a través del agua y hace girar el timón del barco)
- Siervo péndulo sobre timón auxiliar (como el anterior, pero la hoja del siervo péndulo actúa sobre un timón auxiliar y no sobre el timón del barco)
- Hoja-a-remolque ( se contrarresta la fuerza de tracción de la hoja principal con la carga de un muelle en tensión)

1. Sistemes Trimm-Tab (Flettner Servo tab), amb un penell de vent que actúa sobre una petita solapa enganxada al timó principal, a un timó auxiliar o a un timó servo pèndol
2. Penell sobre timonet auxiliar (Windpilot Atlantik, Hydrovane) amb un penell de vent directament acoblat a un timonet auxiliar
3. Penell sobre el timó principal (només s'aplica a embarcacions molt

## Interacción veleta-timoncillo
En función de las necesidades de la navegación se pueden encontrar varios tipos de timones de viento, basados en las diversas combinaciones de los órganos que los componen y en su sistema de funcionamiento.

### Sólo con veleta de viento
Este tipo de timón se compone sólo de una "veleta de viento".
La fuerza de corrección del rumbo generado por el viento sobre la veleta de viento se transmite directamente al timón principal de la embarcación.
Así pues, no existe la presencia de un timón ni de ningún sistema de transmisión sólo una veleta de viento y un contrapeso.
Este tipo de timón de viento fue originalmente pensado y creado para modelos de barcas de vela.
El primer dispositivo de este tipo fue instalado en un barco a vela real por Francis Chichester a su embarcación Miranda . Constaba sólo de una veleta de tela de 4 m² de superficie, unas cuerdas que lo conectaban al timón principal y un contrapeso de 12Kg.
Sin embargo, este sistema genera una fuerza de autogobierno muy baja sobre el timón, por tanto no puede corregir el curso del barco en situaciones extremas.
Esto también implica el hecho de que este sistema sólo puede ser útil si se monta en embarcaciones muy pequeñas y ligeras que no superen los 6 metros.
Debido a estos problemas y limitaciones, la producción de este sistema de timón de viento se ha dejado de realizar.

### Con "Trim-Tab"

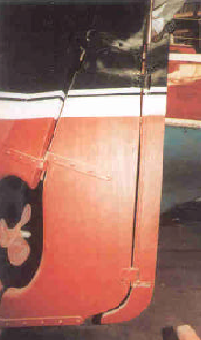
Timón con TrimTab

El "Trim-Tab" es una pequeña extensión que se instala en la cola del timón principal o del timón auxiliar. En este sistema el impulso que da la veleta de viento no se transmite a la caña ni al timón sino al Trim-Tab Esto al hacer el movimiento generado por la corrección de la veleta de viento crea una fuerza en el agua que provoca el movimiento del timón auxiliar (o del timón principal, según donde esté montado el "Trim-Tab").
Los "Trim-Tab" tienen una superficie muy pequeña, aproximadamente 800 cm². El "Trim-Tab" permite instalar una veleta de viento pequeño en comparación con las veletas estándar en sistemas sin "Trim-Tab". Esto es posible porque la "Trim-Tab" amplifica la fuerza generada originariamente a partir de la veleta de viento.
El primer Trim-Tab utilizado como extensión para un timón principal fue instalado por Bernard Moitessier en su barco Joshua .
Cuando el Trim-Tab se instala como extensión del timón principal, amplifica demasiado el movimiento generado por la veleta de viento por tanto hace muy difícil dirigir el barco, sobre todo si es pequeño o si no está bien equilibrado.

### Con timón auxiliar y veleta de viento vertical
Este sistema está especialmente indicado para embarcaciones con una eslora máxima de 11 metros.
El punto principal de este sistema, es que la fuerza de la veleta de viento actúa sobre el timón auxiliar mediante una transmisión formada por una rueda dentada.

### Con timón auxiliar y veleta de viento horizontal

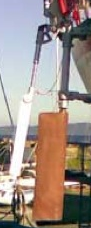
Timón con doble timón

En principio, a este sistema le afectaría mucho menos la fuerza del agua que en el sistema análogo con veleta de viento vertical.
Para solucionar el problema, este sistema está equipado con engranajes que permiten decidir el grado de giro del timón; esto permite la instalación de este tipo de timón incluso en embarcaciones con una longitud superior a 11 metros.

### Con timón doble
Esta tipología de timón de viento emplea un timón de péndulo y un timón auxiliar. Cuando se utiliza este sistema, el timón principal de la embarcación queda bloqueado, por tanto no se utiliza para correcciones del rumbo.
El sistema de doble timón se instala principalmente en grandes embarcaciones, precisamente porque la fuerza generada por el timón auxiliar solo no es suficiente para hacer cambiar el rumbo, y porque el único uso de un timón necesitaría una longitud excesiva de los cabezales y de la transmisión para conectarlo al timón principal.
Este sistema también se utiliza para tener un timón de emergencia en largas travesías, sobre todo si el timón principal no tiene ningún back-up.
Durante mucho tiempo se produjo poco desarrollo en los sistemas de autodirección que se podían comprar en el comercio. La mayoría de los nuevos diseños se presentaron en forma de sistemas autoconstruidos. Entre ellos se pueden citar: Walt Murray, un estadounidense que publicó sus diseños en su sitio web  y el holandés Jan Alkema, que desarrolló un nuevo sistema, la llamada abanicoada Up Side Down (abreviado USD, disponible sólo como marca comercial) y un nuevo sistema de siervo péndulo que se podía instalar en las embarcaciones con timón colgado. Por esta última invención, Jan Alkema recibió el premio John Hogg-Price del AYRS (Amateur Yacht Research Society) en 2005. Jan Alkema publicó muchos de sus diseños en el sitio web de Walt Murray.

## Barcos famosos con timón de viento
Parte de los barcos más famosos que llevaban timón de viento:
- Halcón Maltés .[15]
- El Shin Aitoku Maru .[16][17]

## Galería

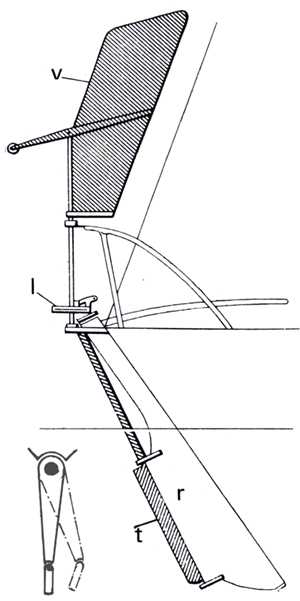
Trim-Tab Self Steering
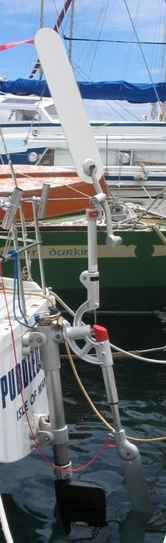
Doble tomillo
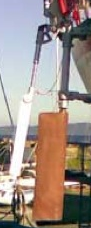
Doble tomillo (bis)
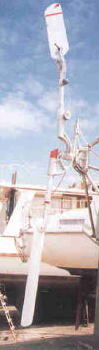
Timón de péndula
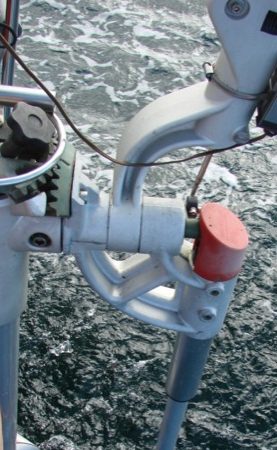
Trasmision de la banderola al tomillo
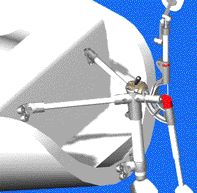
Sistema de péndula